# Fejérs sats
Inom matematiken är Fejérs sats, uppkallad efter den ungerska matematikern Lipót Fejér, ett resultat som säger att om f:R → C är en kontinuerlig funktion med period 2π, då konvergerar följden (σn) av Cesàromedelvärden av följden (sn) av partiella summor av Fourierserien av f likformigt till f i [-π,π].